# Everybody Needs Somebody to Love
"Everybody Needs Somebody to Love" är en sång skriven av Jerry Wexler, Bert Berns och Solomon Burke. Låten spelades in av Solomon Burke 1964. Låten framfördes även i filmen The Blues Brothers av Dan Aykroyd och John Belushi. Den har även spelats in av Rolling Stones och finns på albumet Live Licks. Låtern förekommer i TV-spelet Just Dance 4 som spelbar låt.